# Sympetrum chaconi
Sympetrum chaconi är en trollsländeart som beskrevs av De Marmels 1994. Sympetrum chaconi ingår i släktet ängstrollsländor, och familjen segeltrollsländor. IUCN kategoriserar arten globalt som otillräckligt studerad. Inga underarter finns listade i Catalogue of Life.